# Битва при Ландскруне
Битва при Ландскруне — сражение между шведской и датской армиями, состоявшееся 14 июля 1677 года в ходе датско-шведской войны 1675—1679 годов.

## Предыстория
12 июля шведская армия из 10000 солдат, усиленная 4000 ополченцев из Смоланда, оставила свой лагерь возле Клиппана и двинулась на юг. Шведы планировали атаковать датскую армию, которая была ослаблена потерями при Мальмё, прежде чем она получит подкрепления из Германии и Австрии. Датчане, однако, уже успели вернуться в Ландскруну и расположились лагерем на холмах к западу от города.

## Ход сражения
Рано утром 14 июля Карл XI разбил свою армию на четыре колонны и начал движение на датчан. Но как только шведы приблизились к вражескому лагерю, они обнаружили, что он пуст. Это вызвало некоторое замешательство среди шведских генералов. Большинство из них предполагали, что датский король Кристиан V отступил к Ландскруне и что шведы должны прервать операцию. Однако Карл был полон решимости дать бой и направился к датскому лагерю.
Между тем в течение ночи Кристиан V провел свою армию вниз с холмов и выстроил её за земляным валом с намерением устроить засаду шведам. Шведский генерал Ашеберг заметил датские войска за валом. Шведы остановились примерно на час и в девять часов выстроились в две линии на северо-востоке, в конце болота. Хотя генералы отговаривали Кристиана, король решил покинуть свою выгодную позицию за валом и атаковать шведов. Две армии начали движение навстречу друг другу и вскоре были разделены только небольшой долиной. Артиллерия начала перестрелку, но ни одна из сторон не была готова атаковать через долину.
Наконец Карл XI и его гвардия на правом фланге устремилась вниз по склону холма и вверх по его другой стороне. Они были немедленно окружены и едва не попали в плен, но в итоге были спасены кавалерией. Остальная часть шведского правого крыла вступила в схватку, и началась битва. Менее чем за час датское левое крыло было разгромлено, и датская артиллерия оказалась в руках шведов.
На датском правом фланге командовал сам Кристиан V. Противостоявший ему шведский фельдмаршал Симон Грундель-Хельмфельт был убит, и шведское левое крыло рассыпалось. Однако, усиленные 4000 ополченцев, шведы смогли отступить и перегруппироваться.
В центре датчане захватили инициативу, и генерал Руссенштайн повел свои полки в атаку. Его левый фланг оказался незащищенным, и туда ударила шведская кавалерия. Осознав бесперспективность дальнейших действий, Кристиан V оставил поле боя в 16:00. К 18:00 все датские войска покинули поле битвы, и шведы удалились в бывший датский лагерь.

## Последствия
Причины датского поражения, возможно, кроются в соперничестве между генералами, а также в том, что датские подразделения были смешаны в течение ночи. Датчане также не использовали свой успех на правом фланге, что дало шведам время, чтобы перегруппировать свои подразделения.
При этом шведская победа не оказала особого влияния на исход войны. Пока датчане были сильнее на море и контролировали Ландскруну, они могли легко привезти подкрепление в Сконе. Шведская армия насчитывала 7000 солдат, но этого было недостаточно, чтобы взять Ландскруну. После нескольких стычек у Кристианстада основная часть шведской армии двинулась на север на зимние квартиры.